# 771
771 (DCCLXXI) fue un año común comenzado en martes del calendario juliano, en vigor en aquella fecha.

## Acontecimientos
- 4 de diciembre - Carlomagno se convierte en el único gobernante del Reino Franco tras la muerte de su hermano Carlomán. Gerberga, viuda de Carlomán, huye con sus dos hijos a la corte del rey Desiderio de los lombardos en Pavia.
- Carlomagno repudia a su esposa lombarda Desiderata (hija de Desiderio) después de un matrimonio de un año. Se casa con una niña suaba de 13 años, Hildegarda, con quien tendría nueve hijos. Desiderio, furioso por el divorcio, emprende una campaña punitiva contra los francos y Roma.

## Nacimientos
- Constantino VI, emperador bizantino.
- Alhakén I, emir de Córdoba.

## Fallecimientos
- 4 de diciembre - Carlomán I, rey de Austrasia.